# Kobresia simpliciuscula
Kobresia simpliciuscula là loài thực vật có hoa trong họ Cói. Loài này được (Wahlenb.) Mack. mô tả khoa học đầu tiên năm 1923.

## Hình ảnh

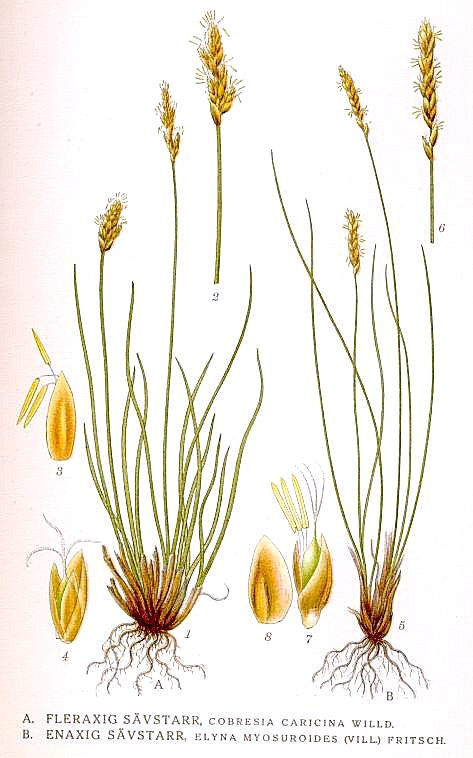
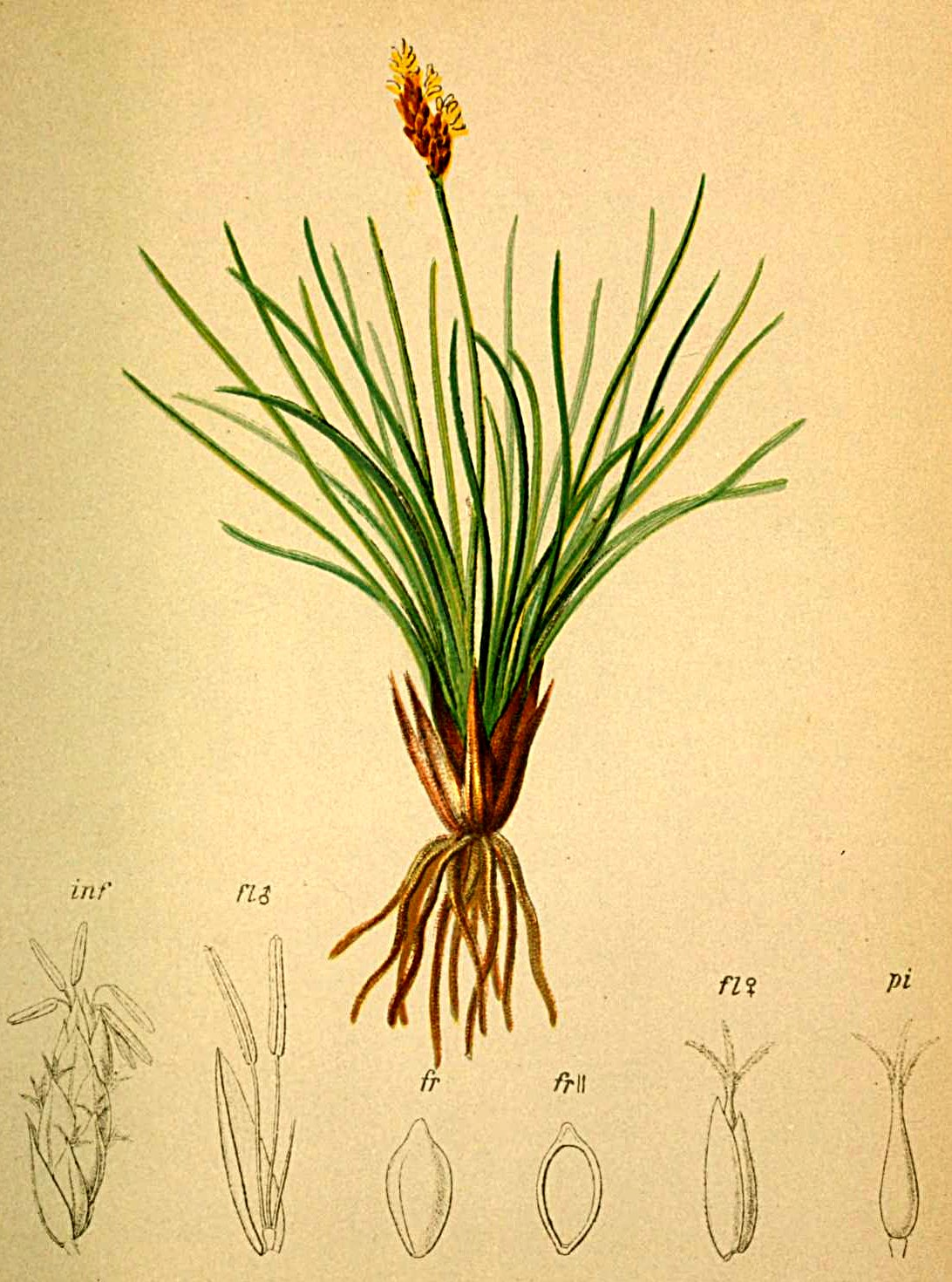